# Tentena
Tentena est une ville des Célèbes en Indonésie.

## Géographie
Elle est située dans le Sulawesi central, sur la rive nord du lac Poso. De nombreux chrétiens et musulmans y vivent. En 2005, Tentena a été le théâtre d'un attentat à la bombe qui a tué 22 personnes.

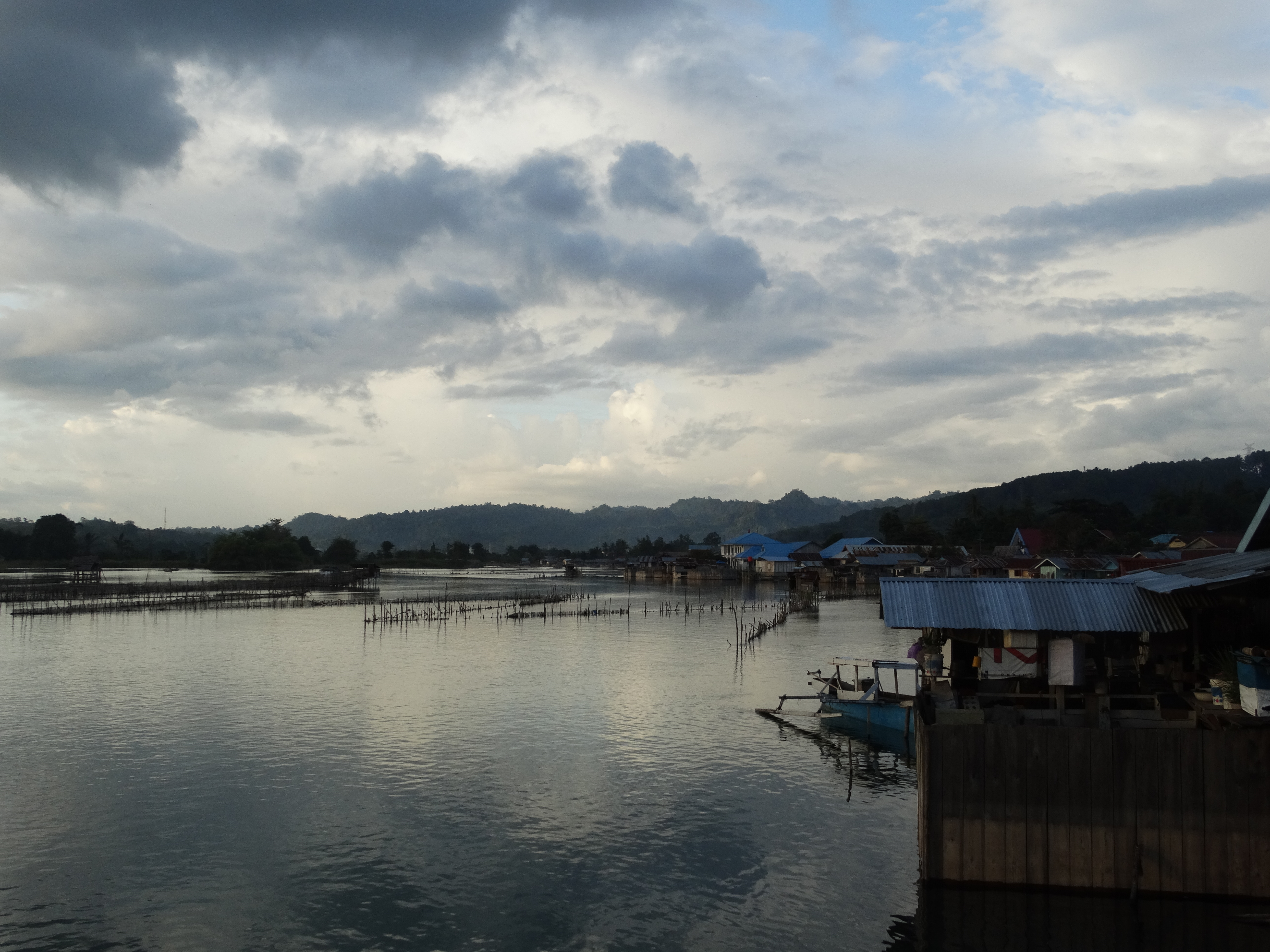
Le lac Poso à Tentena.

## Histoire
Le géologue Reinder Fennema meurt noyé sur les rives de Tentena le 29 novembre 1897.